# Cacovický náhon
Cacovický náhon je umělý vodní tok v Brně, tvořící vedlejší rameno řeky Svitavy. Společně s hlavním tokem Svitavy vytváří Cacovický ostrov.
Celou délkou náhonu vedou katastrální hranice. Je tak hraničním tokem pro Obřany a Husovice na západním břehu, a Maloměřice na východním břehu (Cacovický ostrov).

## Popis

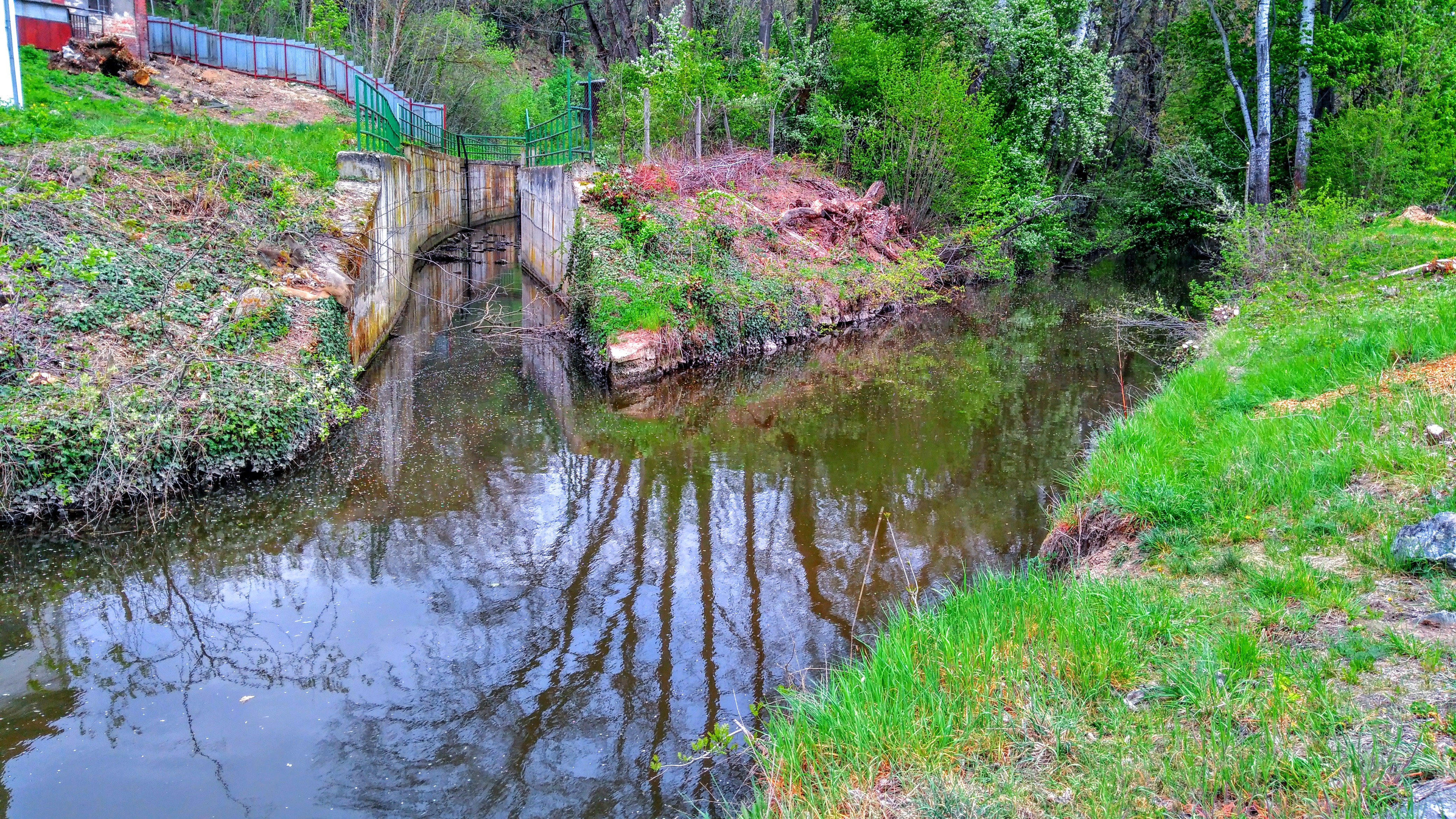
Ústí Ponávky (vlevo) do Cacovického náhonu

Cacovický náhon je dlouhý přibližně 1,2 km. Na svém počátku je překlenut lávkou pro pěší, jeho tok je také dvakrát přemostěn ulicí Cacovice. V blízkosti jeho ústí do Svitavy byla do Cacovického náhonu v roce 1993 přivedena nová štola s přetrasovaným tokem Ponávky.

## Historie
Původně mlýnský náhon je starobylý, mlýn je zde doložen v roce 1170. Je pravděpodobné, že náhon vznikl úpravou jednoho z tehdejších říčních ramen Svitavy. U mlýna stávala také ves Cacovice, která zpustla zřejmě někdy v 15. století. Na Cacovickém náhonu vzniklo několik mlýnů, v roce 1857 zde stály ještě tři. Poslední z nich (Cacovický mlýn) byl koncem 19. století upraven na malou vodní elektrárnu, fungující dodnes.